# Grun-Bordas
Grun-Bordas település Franciaországban, Dordogne megyében. Lakosainak száma 247 fő (2022. január 1.). Grun-Bordas Saint-Paul-de-Serre, Saint-Mayme-de-Péreyrol, Bourrou, Creyssensac-et-Pissot, Douville, Manzac-sur-Vern és Vergt községekkel határos.

## Népesség
A település népességének változása:
| Lakosok száma | 168  | 162  | 165  | 205  | 211  | 218  | 227  | 242  | 243  | 247  |
|               | 1968 | 1982 | 1990 | 2006 | 2013 | 2015 | 2017 | 2019 | 2020 | 2022 |